# Borkhausenia
Borkhausenia é um gênero de traça pertencente à família Agonoxenidae.